# 이브 베네통
이브 베네통(프랑스어: Yves Beneyton, 1946년 8월 2일 ~ )은 프랑스의 배우이다.
바덴바덴에 주둔 중이던 프랑스 군인 리오넬 베네통의 아들로 태어났다.

## 출연 작품

### 영화
- 그녀에 대해 알고 있는 두세 가지 것들 (1967)
- 주말 (1967)
- 뽈리나는 떠나고 (1969, Paulina s'en va)
- 미치광이 같은 사랑 (1969, L'Amour fou)
- 이브의 외출 (1972, Guardami nuda)
- Nel nome del padre (1972)
- 레이스 짜는 여인 (1976)
- Il mostro (1977)
- 불의 전차 (1981)
- 미로 속의 함정 (1982, Enigma)
- 이방인의 연인들 (1987, Der Kuß des Tigers)
- 프랑스 대혁명 (1989)
- 겜블 (1999)

### 텔레비전
- 오퍼레이션 입실론 (1987, Opération Ypsilon)